# Jugureni
Jugureni è un comune della Romania di 636 abitanti, ubicato nel distretto di Prahova, nella regione storica della Muntenia. 
Il comune è formato dall'unione di 4 villaggi: Boboci, Jugureni, Marginea Pădurii, Valea Unghiului.